# Заслужений енергетик Республіки Білорусь
«Заслужений енергетик Республіки Білорусь» — почесне звання.

## Порядок присвоєння
Присвоєння почесних звань Республіки Білорусь здійснює Президент Республіки Білорусь. Рішення щодо присвоєння 
державних нагород оформляються указами Президента Республіки Білорусь. Державні нагороди,в тому числі
почесні звання, вручає Президент Республіки Білорусь або інші службовці за його вказівкою. Присвоєння почесних 
звань РБ відбувається в урочистій атмосфері. Державна нагорода РБ вручається нагородженому особисто. У випадку
присвоєння почесного звання РБ з вручення державної нагороди видається посвідчення.
Особам, удостоєнних почесних звань РБ, вручають нагрудний знак.
Почесне звання «Заслужений енергетик Республіки Білорусь» присвоюється високопрофесійним працівникам різних галузей
економіки, які працюють в сфері енергетики п'ятнадцять і більше років, і зробили значний внесок у розвиток та
вдосконалення техніки, технології та організації виробництва, передачі та споживання енергії, досягнення високих
показників надійності, безперебійності та ефективності роботи енергетичних установок.